# Peucetia elegans
Peucetia elegans är en spindelart som först beskrevs av John Blackwall 1864.  Peucetia elegans ingår i släktet Peucetia och familjen lospindlar. Inga underarter finns listade i Catalogue of Life.